# Liste der Monuments historiques in Kernascléden
Die Liste der Monuments historiques in Kernascléden führt die Monuments historiques in der französischen Gemeinde Kernascléden auf.

## Liste der Bauwerke
| Bezeichnung       | Beschreibung | Standort | Kennzeichnung | Schutzstatus | Datum | Bild           |
| ----------------- | ------------ | -------- | ------------- | ------------ | ----- | -------------- |
| Friedhofskreuz    |              | (Lage)   | PA00091326    | Inscrit      | 1925  |                |
| Kirche Notre-Dame |              | (Lage)   | PA00091325    | Classé       | 1857  | weitere Bilder |

## Liste der Objekte
- Monuments historiques (Objekte) in Kernascléden in der Base Palissy des französischen Kultusministeriums